# Ärmelpatte

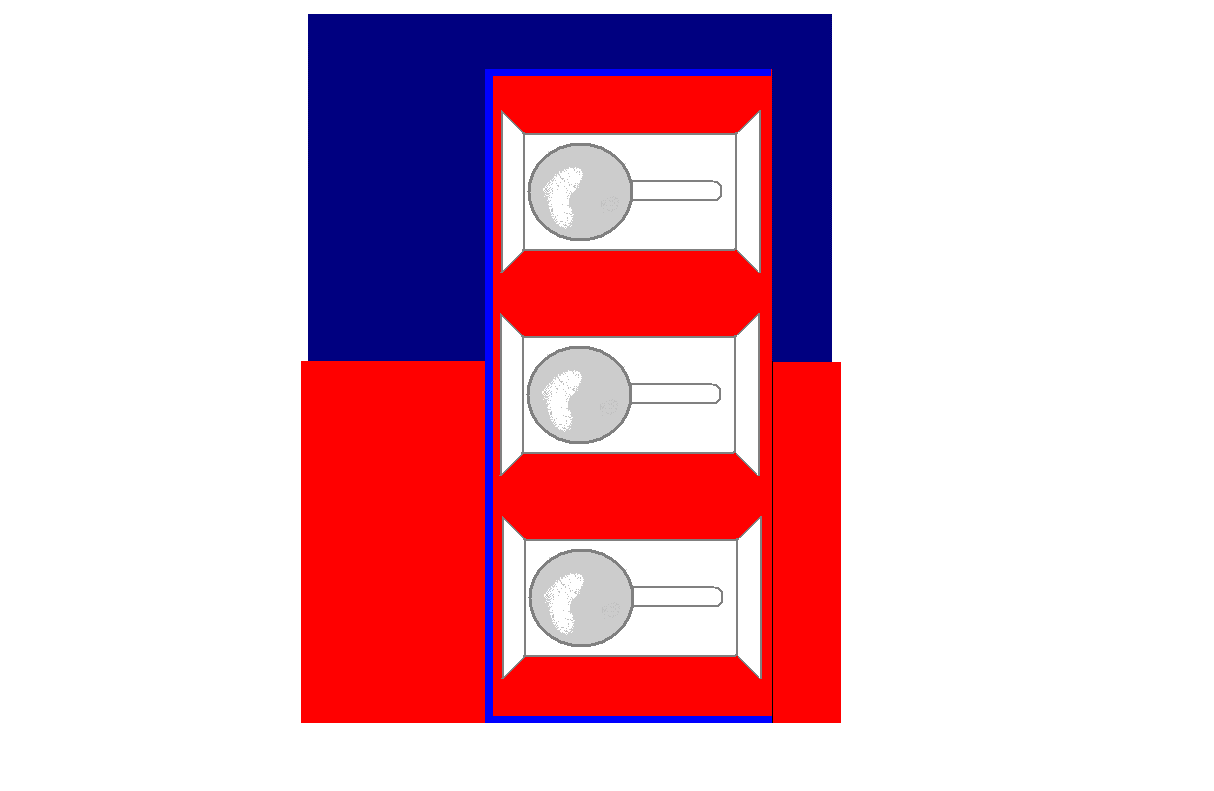
Brandenburgischer Aufschlag mit roter Ärmelpatte und weißer Knopflochlitze

## Allgemeines
Die Ärmelpatte war Teil der Uniformen verschiedener deutscher Streitkräfte. Insbesondere gehörte die Ärmelpatte zum so genannten Brandenburgischen Aufschlag am Ärmel des Waffenrocks, nicht an der Ausgehuniform.
Die Ärmelpatte bildete nun den rechteckigen Teil des brandenburgischen Aufschlags, der senkrecht über den Rand des Besatzes hinausragte und drei den Rockknöpfen gleiche Metallknöpfe trug. Er hatte meist die gleiche Farbe wie der Besatz, konnte aber die Farbe des Waffenrockes tragen. Später wurden die Farben weiß, gelb oder blau verwendet, unabhängig von der Farbe des Rockes oder des Besatzes.
Zur Unterscheidung der Armeekorps voneinander hatte die Ärmelpatte oft ein andersfarbiges Passepoil.

## Verbreitung
Bei der Reichswehr wurden keine Ärmelpatten verwendet; lediglich an alten Uniformen der kaiserlichen Armee, die in der Zeit der Vorläufigen Reichswehr 1919/20 aufgetragen werden konnten, waren sie noch zu finden.
Während in der Kasernierten Volkspolizei der DDR Ärmelpatten nicht vorgesehen waren, gehörten sie bei der Nationalen Volksarmee seit 1956 zu den Uniformjacken der Landstreitkräfte und Luftstreitkräfte, wurden aber 1981 für alle Armeeangehörigen bis einschließlich Dienstgrad Oberst abgeschafft.